# Siemssenius
Siemssenius là một chi bọ cánh cứng trong họ Chrysomelidae.
Chi này được miêu tả khoa học năm 1922 bởi Weise.

## Các loài
Các loài trong chi này gồm:
- Siemssenius clermonti (Laboissiere, 1929)
- Siemssenius fulvipennis (Jacoby, 1890)
- Siemssenius jeanvoinei (Laboissiere, 1929)
- Siemssenius metallipennis (Chujo, 1962)
- Siemssenius modestus (Weise, 1922)
- Siemssenius nigriceps (Laboissiere, 1929)
- Siemssenius rufipennis (Chujo, 1962)
- Siemssenius trifasciata (Jiang, 1992)